# Orphninotrichia dundungra
Orphninotrichia dundungra is een schietmot uit de
familie Hydroptilidae. De soort komt voor in het Australaziatisch gebied.